# Tumbledown Ranch in Arizona
Tumbledown Ranch in Arizona è un film del 1941 diretto da S. Roy Luby.
È un film western statunitense a sfondo fantastico con Ray Corrigan (accreditato come Ray 'Crash' Corrigan), John 'Dusty' King e Max Terhune (accreditato come Max 'Alibi' Terhune). È ispirato alla canzone Tumbledown Ranch in Arizona di Bill Watters e Howard Steiner (presente anche nella colonna sonora). Fa parte della serie di 24 film western dei Range Busters, realizzati tra il 1940 e il 1943 e distribuiti dalla Monogram Pictures.

## Trama
Johnny King, studente alla Western University, crede che il concetto di tempo sia in realtà fluido e che sia solo coscienza a prevenire il viaggio dell'individuo all'indietro nel tempo. Un giorno, durante un rodeo organizzato dalla sua facoltà, egli incontra il figlio di "Crash" Corrigan e il partner di suo padre, 'Dusty' King, due abili cowboy del secolo precedente che facevano parte dei Range Busters.
Dopo aver perso i sensi nel corso della manifestazione, Johnny torna indietro nel tempo, all'epoca del vecchio West e incontra 'Crash' Corrigan e 'Alibi' Terhune, due dei veri Range Busters, che aiuterà per prevenire le intenzioni di una grossa compagnia ferroviaria che intende appropriarsi delle terre dei coloni.

## Produzione
Il film, diretto da S. Roy Luby su una sceneggiatura e un soggetto di Milton Raison, fu prodotto da George W. Weeks per la Monogram Pictures tramite la società di scopo Range Busters e girato nel ranch di Corriganville a Simi Valley in California e nella University of Arizona a Tucson dal febbraio al marzo del 1941. Il brano della colonna sonora All Hail, Arizona fu composto da E. C. Monroe e Dorothy H. Monroe (parole e musica).

## Distribuzione
Il film fu distribuito negli Stati Uniti dal 20 aprile 1941 al cinema dalla Monogram Pictures.
Altre distribuzioni:
- in Danimarca il 2 maggio 1952
- in Portogallo l'8 dicembre 1952 (Cavaleiro Destemido)
- in Svezia il 17 dicembre 1952 (Arizonas vilda ryttare)

## Critica
Secondo Fantafilm il film "si distingue per l'insolita impostazione fantastica che permette al regista Luby di sviluppare una convenzionale storia d'azione sulla formula del viaggio nel tempo". La connotazione di stampo fantascientifico, tuttavia, si ridurrebbe al mero aspetto favolistico del racconto, un espediente narrativo utilizzato in molti film a sfondo fantastico, in particolare dei generi commedia e avventura.

## Promozione
Le tagline sono:
- "Range Gangsters Scattered Like Rats On The Run When Rangebuster Law Came To Town!".
- "Prairie Piracy On The Rise...Until the Range-Busters Start Spitting Lead!".
- "THE RANGE BUSTERS BUST LOOSE AGAIN!".